# Campeonato Sul-Americano de Voleibol Masculino Sub-19 de 2014
O  Campeonato Sul-Americano de Voleibol Masculino Sub-19  de 2014  ou  a décima – nona edição do Campeonato Sul-Americano Infanto-Juvenil, é a competição disputada por seleções sul-americanas realizada bienalmente, cuja entidade organizadora é a  Confederação Sul-Americana de Voleibol,  edição vencida pelo selecionado argentino, que garantiu juntamente com a representação brasileira (vice-campeão) a qualificação para o Mundial Infanto-Juvenil de 2015 na Argentina; o Melhor Jogador  (MVP) do campeonato continental foi o ponteiro argentino Felipe Benavídez.

## Seleções participantes
As seguintes seleções confirmaram participação no Campeonato Sul-Americano Infanto-Juvenil de 2014:
| Equipe    | Última participação |
| --------- | ------------------- |
| Colômbia  | (Sede), 5º em 2012  |
| Argentina | 2º em 2012          |
| Brasil    | 1º em 2012          |
| Equador   | 6º em 2006[DES]     |
| Venezuela | 4º em 2012[DES]     |

Nota
DES ^  Equipes desistiram da participação  do torneio, apenas quatro permaneceram na disputa

## Primeira fase
Classificação
- Local: Coliseo Municipal de Paipa, Colômbia

|     |           |     | Jogos | Jogos | Jogos | Resultados | Resultados | Resultados | Resultados | Resultados | Resultados | Sets | Sets | Sets  | Pontos | Pontos | Pontos |
| Pos | Equipe    | Pts | T     | V     | D     | 3–0        | 3–1        | 3–2        | 2–3        | 1–3        | 0–3        | V    | P    | R     | V      | P      | R      |
| --- | --------- | --- | ----- | ----- | ----- | ---------- | ---------- | ---------- | ---------- | ---------- | ---------- | ---- | ---- | ----- | ------ | ------ | ------ |
| 1   | Brasil    | 8   | 3     | 3     | 0     | 2          | 0          | 1          | 0          | 0          | 0          | 9    | 2    | 4.500 | 275    | 234    | 1.175  |
| 2   | Argentina | 7   | 3     | 2     | 1     | 2          | 0          | 0          | 1          | 0          | 0          | 8    | 3    | 2.667 | 266    | 223    | 1.193  |
| 3   | Colômbia  | 3   | 3     | 1     | 2     | 0          | 1          | 0          | 0          | 0          | 2          | 3    | 7    | 0.429 | 228    | 244    | 0.934  |
| 4   | Chile     | 0   | 3     | 0     | 3     | 0          | 0          | 0          | 0          | 1          | 2          | 1    | 9    | 0.111 | 180    | 248    | 0.726  |

| Data   | Hora  |              | Placar |           | Set 1 | Set 2 | Set 3 | Set 4 | Set 5 | Total   | Relatório |
| ------ | ----- | ------------ | ------ | --------- | ----- | ----- | ----- | ----- | ----- | ------- | --------- |
| 10 set | 17:00 | 'Brasil '    | 3–2    | Argentina | 25–27 | 24–26 | 25–19 | 29–27 | 15–13 | 118–112 | 118–112   |
| 10 set | 19:00 | 'Colômbia '  | 3–1    | Chile     | 25–22 | 25–22 | 23–25 | 25–14 |       | 98–83   | 98–83     |
| 11 set | 17:00 | Chile        | 0–3    | ' Brasil' | 19–25 | 14–25 | 19–25 |       |       | 52–75   | 52–75     |
| 11 set | 19:00 | 'Argentina ' | 3–0    | Colômbia  | 25–19 | 29–27 | 25–14 |       |       | 79–60   | 79–60     |
| 12 set | 17:00 | 'Argentina ' | 3–0    | Chile     | 25–18 | 25–15 | 25–12 |       |       | 75–45   | 75–45     |
| 12 set | 19:00 | Colômbia     | 0–3    | ' Brasil' | 26–28 | 27–29 | 17–25 |       |       | 70–82   | 70–82     |

## Fase final

### Terceiro lugar
| Data   | Hora  |          | Placar |          | Set 1 | Set 2 | Set 3 | Set 4 | Set 5 | Total | Relatório |
| ------ | ----- | -------- | ------ | -------- | ----- | ----- | ----- | ----- | ----- | ----- | --------- |
| 13 set | 17:00 | Colômbia | 1–3    | ' Chile' | 27–29 | 22–25 | 25–17 | 23–25 |       | 97–96 | 97–96     |

### Final
| Data   | Hora  |        | Placar |              | Set 1 | Set 2 | Set 3 | Set 4 | Set 5 | Total | Relatório |
| ------ | ----- | ------ | ------ | ------------ | ----- | ----- | ----- | ----- | ----- | ----- | --------- |
| 13 set | 19:00 | Brasil | 0–3    | ' Argentina' | 21–25 | 23–25 | 23–25 |       |       | 67–75 | [Jogo 08] |

## Classificação final
| Posição | Equipe    |
| ------- | --------- |
| 1       | Argentina |
| 2       | Brasil    |
| 3       | Chile     |
| 4       | Colômbia  |

|  | Qualificados para o Mundial Infanto-Juvenil de 2015 |

## Prêmios individuais
| MVP (Most Valuable Player) | Felipe Benavídez          | Argentina |
| Oposto                     | Juan Pablo Moreno         | Colômbia  |
| 1º Ponteiro                | Felipe Benavídez          | Argentina |
| 2º Ponteiro                | Kaio Ribeiro.             | Brasil    |
| 1º Central                 | Sergio Soria              | Argentina |
| 2º Central                 | Erick Gustavo Costa       | Brasil    |
| Levantador                 | Esteban Villarreal Soltau | Chile     |
| Líbero                     | Rodrigo Michelon          | Argentina |